# 第2次佐藤内閣
第2次佐藤内閣（だいにじさとうないかく）は、佐藤栄作が第62代内閣総理大臣に任命され、1967年（昭和42年）2月17日から同年11月25日まで続いた日本の内閣。

## 概説
前の内閣である、第1次佐藤第3次改造内閣の発足からさほど時間が経っていないことや、同年1月29日に実施された第31回衆議院議員総選挙で党公認候補の落選者がほとんど出なかったことなどから、新たな人選もほとんどなく、閣僚は全員が再任された。首相再選と全閣僚再任は、1963年（昭和38年）に成立した第3次池田内閣以来のことで、戦後2例目である。

## 閣僚
| 職名                                                              | 氏名       | 氏名 | 所属                         | 特命事項等                       | 備考                               |
| ----------------------------------------------------------------- | ---------- | ---- | ---------------------------- | -------------------------------- | ---------------------------------- |
| 内閣総理大臣                                                      | 佐藤栄作   |      | 衆議院 自由民主党 （佐藤派） |                                  | 自由民主党総裁 再任                |
| 法務大臣                                                          | 田中伊三次 |      | 衆議院 自由民主党 （石井派） |                                  | 再任                               |
| 外務大臣                                                          | 三木武夫   |      | 衆議院 自由民主党 （三木派） |                                  | 再任                               |
| 大蔵大臣                                                          | 水田三喜男 |      | 衆議院 自由民主党 （舩田派） |                                  | 再任                               |
| 文部大臣                                                          | 剱木亨弘   |      | 参議院 自由民主党 （森派）   | 国立国会図書館連絡調整委員会委員 | 再任                               |
| 厚生大臣                                                          | 坊秀男     |      | 衆議院 自由民主党 （福田派） |                                  | 再任                               |
| 農林大臣                                                          | 倉石忠雄   |      | 衆議院 自由民主党 （福田派） |                                  | 再任                               |
| 通商産業大臣                                                      | 菅野和太郎 |      | 衆議院 自由民主党 （三木派） |                                  | 再任                               |
| 運輸大臣                                                          | 大橋武夫   |      | 衆議院 自由民主党 （前尾派） |                                  | 再任                               |
| 郵政大臣                                                          | 小林武治   |      | 参議院 自由民主党 （無派閥） |                                  | 再任                               |
| 労働大臣                                                          | 早川崇     |      | 衆議院 自由民主党 （三木派） |                                  | 再任                               |
| 建設大臣 近畿圏整備長官 中部圏開発整備長官 首都圏整備委員会委員長 | 西村英一   |      | 衆議院 自由民主党 （佐藤派） |                                  | 再任                               |
| 自治大臣 国家公安委員会委員長                                     | 藤枝泉介   |      | 衆議院 自由民主党 （川島派） |                                  | 再任                               |
| 内閣官房長官                                                      | 福永健司   |      | 衆議院 自由民主党 （前尾派） |                                  | 再任 1967年（昭和42年）6月22日免   |
| 内閣官房長官                                                      | 木村俊夫   |      | 衆議院 自由民主党 （佐藤派） |                                  | 初入閣 1967年（昭和42年）6月22日任 |
| 総理府総務長官                                                    | 塚原俊郎   |      | 衆議院 自由民主党 （佐藤派） |                                  | 再任                               |
| 行政管理庁長官                                                    | 松平勇雄   |      | 参議院 自由民主党 （無派閥） |                                  | 再任                               |
| 北海道開発庁長官 科学技術庁長官                                   | 二階堂進   |      | 衆議院 自由民主党 （佐藤派） | 原子力委員会委員長               | 再任                               |
| 防衛庁長官                                                        | 増田甲子七 |      | 衆議院 自由民主党 （佐藤派） |                                  | 再任                               |
| 経済企画庁長官                                                    | 宮澤喜一   |      | 衆議院 自由民主党 （前尾派） |                                  | 再任                               |

## 内閣官房副長官・総理府総務副長官等
- 内閣法制局長官 - 高辻正己
- 内閣官房副長官（政務） - 木村俊夫：- 1967年（昭和42年）6月21日／亀岡高夫（佐藤派）：1967年（昭和42年）6月22日 -
- 内閣官房副長官（事務） - 石岡実
- 総理府総務副長官（政務） - 上村千一郎（中曽根派）
- 総理府総務副長官（事務） - 堀秀夫

## 政務次官
新任の7名以外は前内閣からの留任。
- 法務政務次官 - 井原岸高
- 外務政務次官 - 田中栄一
- 大蔵政務次官 - 小沢辰男・米田正文（参、新任）
- 文部政務次官 - 谷川和穂
- 厚生政務次官 - 田川誠一（新任）: - 1967年（昭和42年）11月10日
- 農林政務次官 - 草野一郎平・久保勘一（参、新任）
- 通商産業政務次官 - 宇野宗佑・栗原祐幸（参、新任）
- 運輸政務次官 - 金丸信
- 郵政政務次官 - 田沢吉郎
- 労働政務次官 - 海部俊樹
- 建設政務次官 - 渋谷直蔵
- 自治政務次官 - 伊東隆治
- 行政管理政務次官 - 北畠教真（参、新任）
- 北海道開発政務次官 - 小林篤一（参、新任）
- 防衛政務次官 - 浦野幸男（新任）
- 経済企画政務次官 - 金子一平
- 科学技術政務次官 - 始関伊平